# Chrysanthemum superbum
Chrysanthemum superbum là một loài thực vật có hoa trong họ Cúc. Loài này được Bergmans ex J.W.Ingram mô tả khoa học đầu tiên năm 1975.